# Marketa Kochta
Marketa Kochta (* 14. Juli 1975 in Prag) ist eine ehemalige deutsche Tennisspielerin.
Kochta, die als Jugendliche Anfang der 1990er Jahre als eine der größten Talente im deutschen Damen-Tennis galt, gewann in ihrer Karriere zwei Turniere. Dies waren 1991 das ITF-Turnier in Moulins/Frankreich und 1999 dasjenige im italienischen Spoleto. Ferner stand sie 1993 im Halbfinale in San Diego. Ihre höchste Weltranglistenplatzierung erreichte sie am 18. Juli 1994, als sie den 45. Platz belegte. Ihre ältere Schwester Renata war ebenfalls als Tennis-Profi aktiv. Ihr Vater Jiří, der sie bis 1991 trainierte, ist ein ehemaliger tschechischer Eishockeyspieler und -trainer. Ab 2002 war sie zeitweise mit dem Tennisprofi Jiří Vaněk verheiratet, mit dem sie zwei Söhne hat.

## Abschneiden bei Grand-Slam-Turnieren

### Einzel
| Turnier         | 1990 | 1991 | 1992 | 1993 | 1994 | 1995 | 1996 | 1997 | 1998 | 1999 | 2000 | Karriere |
| --------------- | ---- | ---- | ---- | ---- | ---- | ---- | ---- | ---- | ---- | ---- | ---- | -------- |
| Australian Open | —    | 1    | 3    | Q3   | 2    | 1    | —    | 3    | Q1   | —    | —    | 3        |
| French Open     | —    | —    | —    | Q2   | 3    | 1    | Q1   | 1    | —    | —    | —    | 3        |
| Wimbledon       | —    | —    | —    | 1    | 1    | 1    | —    | Q2   | —    | —    | —    | 1        |
| US Open         | Q1   | —    | —    | —    | 1    | —    | Q1   | 1    | —    | —    | Q1   | 1        |

Zeichenerklärung: S = Turniersieg; F, HF, VF, AF = Einzug ins Finale / Halbfinale / Viertelfinale / Achtelfinale; 1, 2, 3 = Ausscheiden in der 1. / 2. / 3. Hauptrunde; Q1, Q2, Q3 = Ausscheiden in der 1. / 2. / 3. Qualifikationsrunde; nicht ausgetragen